# 396
Римська імперія знову розділена на дві частини. У Східній Римській імперії править Аркадій. У Західній — Гонорій. У Китаї правління династії Цзінь. В Індії правління імперії Гуптів. У Японії триває період Ямато. У Персії править династія Сассанідів.
На території лісостепової України Черняхівська культура. У Північному Причорномор'ї готи й сармати. Історики VI століття згадують плем'я антів, що мешкало на території сучасної України приблизно з IV сторіччя. З'явилися гуни, підкорили остготів та аланів й приєднали їх до себе.

## Події
- Фактично, зважаючи на малолітство імператора Заходу Гонорія, управління тримає у своїх руках вандал Стиліхон. Він наймає алеманів та франків для захисту кордону на Рейні.
- Готи Аларіха сплюндрували Коринф, Аргос, Спарту. Стиліхон змушений дозволити їм контролювати Балкани.
- Гуни захопили Нижньодунайську рівнину.